# 孤児ダビド物語
『孤児ダビド物語』（こじダビドものがたり、原題: The Personal History, Adventures, Experience, & Observation of David Copperfield the Younger）は、1935年に製作・公開されたアメリカ合衆国の映画である。撮影は1934年。
チャールズ・ディケンズの小説『デイヴィッド・コパフィールド』の映画化作品であり、デヴィッド・O・セルズニックが製作、ジョージ・キューカーが監督した。

## キャスト
- 少年時代のデイヴィッド：フレディ・バーソロミュー
- 成人後のデイヴィッド：フランク・ロートン（英語版）
- ミコーバー：W・C・フィールズ（英語版）
- ダン・ペゴティ：ライオネル・バリモア
- アグネス：マッジ・エヴァンス（英語版）
- ドーラ：モーリン・オサリヴァン
- クララ（デイヴィッドの母）：エリザベス・アラン
- マードストン：ベイジル・ラスボーン
- ベッツィ：エドナ・メイ・オリヴァー（英語版）
- クリケット：エルザ・ランチェスター
- スティアフォース：ヒュー・ウィリアムズ
- ユーライア・ヒープ：ローランド・ヤング（英語版）
- ウィックフィールド：ルイス・ストーン（英語版）

## スタッフ
- 監督：ジョージ・キューカー
- 製作：デヴィッド・O・セルズニック
- 脚色：ヒュー・ウォルポール
- 脚本：ハワード・エスタブルック（英語版）
- 音楽：ハーバート・ストサート（英語版）
- 撮影：オリヴァー・T・マーシュ（英語版）
- 編集：ロバート・J・カーン（英語版）
- 美術：セドリック・ギボンズ
- 衣裳：ドリー・ツリー（英語版）
- 録音：ダグラス・シアラー

## 映画賞ノミネーション
- アカデミー作品賞
- アカデミー編集賞：ロバート・J・カーン
- アカデミー助監督賞：ジョゼフ・M・ニューマン（英語版）
- ヴェネツィア国際映画祭ムッソリーニ杯（優秀外国映画、受賞は『アンナ・カレニナ』）

## 注
1. ↑  The Eddie Mannix Ledger, Los Angeles: Margaret Herrick Library, Center for Motion Picture Study.